# Pereslavl-Zalesskij
Pereslavl-Zalesskij (russisk: Пересла́вль-Зале́сский, tr. Pereslávl-Zalésskij) er en by i Jaroslavl oblast i Centrale føderale distrikt i Den Russiske Føderation ved floden Zaj. Pereslavl-Zalesskij har 38.649 (2018) indbyggere. Byen ligger 140 km fra Moskva , på motorvejen M8 "Kholmogory", Moskva - Arkhangelsk, ved bredden af Plesjtjeevo-søen ved udmundingen af Trubezj-floden. Byen er Center for nationalparken "Plescheevo Lake". Pereslavl-Zalesskij var endestationen for en smalsporet jernbane til transport af tørv fra Berendejevo. Jernbanen blev nedlagt i 1990'erne.
Byen er indgår i Den Gyldne Ring i Rusland. I 2009 blev byen besøgt af 292.600 mennesker, hvoraf var 2% var udlændinge. Pereslavl-Zalesskij blev grundlagt i 1152 .